# Confrontation
| 전문가 평가                       | 전문가 평가 |
| 평가 점수                         | 평가 점수   |
| 출처                              | 점수        |
| --------------------------------- | ----------- |
| AllMusic                          | [ 1 ]       |
| Robert Christgau                  | B+          |
| The Encyclopedia of Popular Music | [ 3 ]       |
| Rolling Stone                     | [ 4 ]       |

《Confrontation》은 밥 말리가 죽은 지 2년 후인 1983년 5월 23일에 사후에 발매된 밥 말리 & 더 웨일러스의 레게 음반이다. 이 음반에 수록된 곡들은 말리 생전에 녹음된 미공개 자료와 싱글로 편집되었다. 많은 곡들이 데모곡으로 만들어졌는데, 특히 〈Jump Nyabinghi〉는 아이 쓰리의 보컬이 추가되었는데, 1979년 말리가 이 곡을 더그플레이트로 발표했을 때는 없었다. 또한 〈Blackman Redemption〉과 〈Rastaman Live Up〉의 하모니 보컬은 아이 쓰리가 음반에 일관된 사운드를 주기 위해 메도매이션스에 의해 연주되는 원래의 싱글 버전에서 공연된다. 이 음반에서 가장 유명한 곡은 〈Buffalo Soldier〉이다.

## 커버 아트
커버 아트는 밥 말리가 군 성인 성 게오르기우스 역을 맡아 용을 악의 상징으로 죽이는 모습을 담고 있다. 이 모티브는 제1차 세계 대전의 영국 채용 포스터임에도 불구하고, 에티오피아의 라스타파리 우상 하일레 셀라시에의 제국주의적 기준의 반대에도 전시되었다. 음반 재킷 안에는 1896년 에티오피아 부대가 이탈리아를 무찌른 아두와 전투에 대한 예술가의 묘사가 담겨 있다.

## 곡 목록
모든 곡들은 특별한 언급이 없는 한 밥 말리에 의해 작사/작곡하였다.
| #  | 제목                      | 작사·작곡              | 재생 시간 |
| -- | ------------------------- | ---------------------- | --------- |
| 1. | 〈Chant Down Babylon〉    |                        | 2:36      |
| 2. | 〈Buffalo Soldier〉       | 밥 말리, N.G. 윌리엄스 | 4:17      |
| 3. | 〈Jump Nyabinghi〉        |                        | 3:44      |
| 4. | 〈Mix Up, Mix Up〉        |                        | 5:02      |
| 5. | 〈Give Thanks & Praises〉 |                        | 3:16      |

| #   | 제목                    | 작사·작곡     | 재생 시간 |
| --- | ----------------------- | ------------- | --------- |
| 6.  | 〈Blackman Redemption〉 |               | 3:33      |
| 7.  | 〈Trench Town〉         |               | 3:12      |
| 8.  | 〈Stiff Necked Fools〉  |               | 3:25      |
| 9.  | 〈I Know〉              |               | 3:21      |
| 10. | 〈Rastaman Live Up!〉   | 말리, 리 페리 | 5:26      |

## 인증
| 국가                       | 인증 | 판매량/출하량 |
| -------------------------- | ---- | ------------- |
| 뉴질랜드 (RMNZ)            | 골드 | 7,500^        |
| 미국 (RIAA)                | 골드 | 500,000^      |
| ^출하량을 기반으로 한 인증 |      |               |